# Тшебуська
Тшебуська (пол. Trzebuska) — село в Польщі, у гміні Соколів-Малопольський Ряшівського повіту Підкарпатського воєводства.
Населення — 1675 осіб (2011).
У 1975-1998 роках село належало до Ряшівського воєводства.

## Демографія
Демографічна структура станом на 31 березня 2011 року:
|          | Загалом | Допрацездатний вік | Працездатний вік | Постпрацездатний вік |
| -------- | ------- | ------------------ | ---------------- | -------------------- |
| Чоловіки | 839     | 203                | 559              | 77                   |
| Жінки    | 836     | 187                | 481              | 168                  |
| Разом    | 1675    | 390                | 1040             | 245                  |